# Josh Earnest

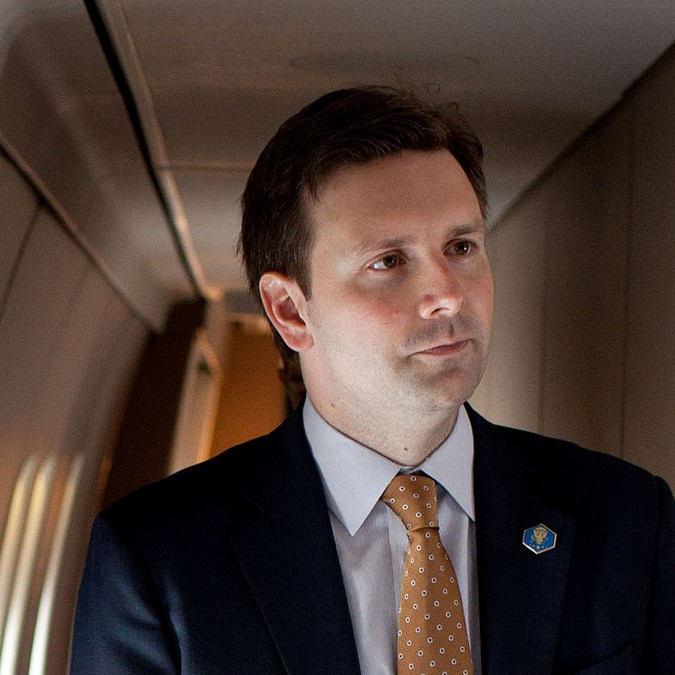
Josh Earnest, 2011

Joshua Ryan Henry „Josh“ Earnest (* 22. Januar 1975 in Kansas City, Missouri, Vereinigte Staaten) ist ein US-amerikanischer Politikwissenschaftler. Er war von 2014 bis 2017 Pressesprecher des Weißen Hauses in der Administration von Barack Obama.

## Junge Jahre
Earnest wurde am 22. Januar 1975 in Kansas City, Missouri geboren. Seine Eltern sind Jeanne und Don Earnest. Er spielte in seiner Freizeit gerne Baseball und Basketball. 1997 machte er an der Rice University einen Abschluss in Politikwissenschaften.

## Politik
Nach dem College arbeitete er bei den Bürgermeisterwahlen 1997 in Houston für den späteren Sieger und Bürgermeister Lee Brown. Er arbeitete ebenso bei Michael Bloombergs erster Bürgermeisterwahl mit und für den Abgeordneten Marion Berry, bevor er bei der Präsidentschaftswahl 2008 Obamas Communications Director zunächst in Iowa und später in Texas wurde.
Danach wurde er stellvertretender Pressesprecher des Weißen Hauses unter Jay Carney. Am 30. Mai 2014 gab Präsident Barack Obama bekannt, dass Carney sein Amt niederlegen wolle und dass Earnest sein Nachfolger werde.
Seine Frau arbeitet in der Pressestelle des US-Finanzministeriums.